# Lista över naturreservat i Dalarnas län
Detta är en lista över naturreservat i Dalarnas län sorterade efter kommun. 

## Avesta kommun
- Bjurforsbäcken
- Bredmossen (naturreservat, Avesta kommun)
- Bysjöholmarna
- Fullsta
- Gårdsjöarna (naturreservat)
- Herrön, Avesta kommun
- Krokbäcken (naturreservat)
- Kungsgårdsholmarna och Prostnäset
- Prästgårdsängen (naturreservat)
- Skissen (naturreservat)
- Svartån, Avesta kommun (naturreservat)
- Tallåsen (naturreservat)
- Åsboholmen-Isaksboholmen
- Ödet (naturreservat)

## Borlänge kommun
- Båtstad-Mellsta
- Frostbrunnsdalen
- Gyllbergen
- Holmsjöarna (naturreservat)
- Lennhedsåsen
- Lindön (naturreservat, Borlänge kommun)
- Lusmyrans naturreservat
- Långsjöskogen
- Länsklacken
- Reptjärnsberget
- Rommehed
- Rostö-Nordanö
- Sifferboberget-Skalsberget
- Sjöberget
- Smäcken
- Smörtjärnarna
- Trontupps naturreservat
- Tvärstupet
- Tures äng
- Tyskö-Nästö-Prästö
- Åkersmyra
- Älvravinerna

## Falu kommun
- Berg-Annas berg
- Bjursås Prästskog
- Björnöarnas naturreservat
- Borrsjöåskogens naturreservat
- Erik-Hanstjärn
- Gramsängs udde
- Granåsen
- Himmelsbergets naturreservat
- Hornbobrändan
- Hyttnäs (naturreservat)
- Hälsingbergsskogens naturreservat
- Högsvedens naturreservat
- Isalanäset
- Kurbergsmyrarna
- Kårarvsgruvans naturvårdsområde Kårarvet
- Källmyrarna
- Lensberget
- Lilltuppen
- Lugnet (naturreservat, Falu kommun)
- Långön (naturreservat)
- Mossgräsberget
- Olars näs naturreservat
- Ramsellskogen
- Rotsjöns naturreservat i Dalarnas län
- Rottnebyskogen
- Runns norra öar
- Sanders gammelskog
- Slogmyrloken
- Spjärshällens naturreservat
- Stabergs ö naturreservat
- Stämshöjen
- Sörmyren-Hynsåns naturreservat
- Tallbergsklitten
- Törnsbäcken (naturreservat)
- Våckelberget
- Våckelbergets skogars naturreservat
- Väsjön (naturreservat)

## Gagnefs kommun
- Backmon
- Bröttjärnaån (naturreservat)
- Djurmo klack
- Flomyrans naturreservat
- Gråthålet
- Grävsbuan
- Harpicköns naturreservat
- Hartjärn (naturreservat)
- Helgåsskogen
- Hemtjärn (naturreservat)
- Karls Knös
- Knusberget
- Lortån (naturreservat)
- Myggtjärn (naturreservat)
- Närsberget
- Orsberget-Malmmyrbergets naturreservat
- Predikstolens naturreservat
- Prästbuan
- Sifferboberget-Skalsberget
- Skärklacken
- Storhälla
- Stormyrberget
- Säl (naturreservat)
- Sälsflotten
- Sälskapets naturreservat
- Tandflytta
- Tansvägga
- Trolldalen, Dalarna
- Tryssjöberget
- Vålbergets naturreservat
- Ändlösberg
- Örjasänget

## Hedemora kommun
- Blåberget vid Persbo
- Dalkarlsberget
- Grådöåsen
- Hässlen
- Kasttjärnsberget
- Kloster (naturreservat)
- Kvännsen (naturreservat)
- Lilla Älgberget
- Lilla Älvgångens naturvårdsområde
- Morkullberget
- Pålsbenning
- Realsbo hage
- Snöberget
- Stackharen
- Stadsberget (naturreservat)
- Stadssjön (naturreservat)
- Staktjärn (naturreservat)
- Valla mosse
- Älgsjöberget

## Leksands kommun
- Bastbergs naturreservat
- Björbergshällan
- Blåberget
- Digerberget (naturreservat, Leksands kommun)
- Djupbäcka
- Djuptjärnbo
- Fjällberget (naturreservat)
- Granåsen (naturreservat)
- Gråthålet
- Gräsberget (naturreservat, Leksands kommun)
- Gönan
- Harpicköns naturreservat
- Helgåsskogen
- Hundhagen
- Kliberg
- Knytbergets naturreservat
- Korantberget
- Kägelberget
- Lugnet-Barkdal
- Mockalberget
- Nybodalen
- Plintsbergs naturreservat
- Prästön
- Rombergets naturreservat
- Siljansnäs (naturreservat)
- Skörolsmyran
- Stora granens reservat
- Storheden (naturreservat)
- Storön (naturreservat, Leksands kommun)
- Sångbergets naturreservat
- Sätra hasselskog
- Vattholmsskärens naturreservat
- Vaverön
- Vägskälet (naturreservat)
- Åhlmans Olof Olssons minnesskog
- Åkersöns naturreservat
- Ärtknubbens naturreservat

## Ludvika kommun
- Granön (naturreservat)
- Gänsberget (naturreservat)
- Gyllbergen
- Hån (naturreservat)
- Hästbergs klack
- Kanaberget
- Kockorabergets naturreservat
- Kullerbergen
- Lejberget
- Långmyran (naturreservat)
- Lövfallsberget
- Malingarnas naturvårdsområde
- Nackarberg
- Nittenmossen (Dalarnas län)
- Nittälven (naturreservat, Dalarnas län)
- Nybrännberget
- Olkosröjningen
- Predikstolens naturreservat
- Skattlösbergs by (naturreservat)
- Skattlösbergs Stormosse naturreservat
- Storsjöåns naturreservat
- Tomossens naturreservat
- Vändleberget

## Malung-Sälens kommun
- Beriskölbergets naturreservat
- Bredvalla naturreservat
- Brändbergets naturreservat
- Bötåberget
- Eggarna
- Fejmån (naturreservat)
- Fenningberget
- Grå-Larsknipens naturreservat
- Gärdån (naturreservat)
- Hundfjället (naturreservat)
- Hälla (naturreservat, Malung-Sälens kommun)
- Högstrand (naturreservat)
- Hösätern
- Klamberget
- Lybergsgnupen
- Länsmansberget
- Lödersjön (naturreservat)
- Norra Transtrandsfjällen
- Nysundbergets naturreservat
- Resjövallen
- Risbergets naturreservat
- Skallbergets naturreservat, Dalarnas län
- Skarsåsfjällen
- Stora Almsjön (naturreservat)
- Sörbäcken (naturreservat)
- Tandövala
- Utsjöslogarna
- Uvbergets naturreservat, Malung-Sälens kommun
- Vasaloppsspåret (naturreservat, Malung-Sälens kommun)
- Åsberget-Åsklitten
- Öjsberget
- Örsjöberget
- Östra Almberget

## Mora kommun
- Agnmyrens naturreservat
- Alderängarna
- Anjosvarden
- Beriskölbergets naturreservat
- Djustjärnsmyrarna
- Dyverdalens naturreservat
- Filiberg
- Fjäsko naturreservat
- Fux-Andersknallarna
- Fåsmyr och Mörkloksmyren
- Gessi (naturreservat)
- Gåstjärnskölen
- Hartjärnsberget
- Hemus (naturreservat)
- Hykjeberget
- Karlsmyren
- Kråkbergskärrets naturreservat
- Ljotrisklittens naturreservat
- Lybergsgnupen
- Långhedsberg
- Lödersjön (naturreservat)
- Nordbläster
- Norra Mora vildmark
- Näcksjövarden
- Näsbergs naturreservat
- Område vid Jugan
- Oxeråsens naturreservat
- Rädån (naturreservat)
- Salunäbb
- Sandholmen (naturreservat)
- Skärmyren
- Stikåsälsbäcken (naturreservat)
- Svinvallen
- Säxbergs naturreservat
- Söderberget
- Södra Blecksbergets naturreservat
- Tramsgrav
- Täxberg
- Vasaloppsspåret (naturreservat, Mora kommun)
- Vinäsgravens naturvårdsområde
- Våmhuskölen
- Västra Alderängarnas naturreservat
- Yftbåkks naturreservat
- Ålderfljot

## Orsa kommun
- Anderåsberget
- Barkbergsknopparna
- Bengtarkilen
- Fjällets naturreservat
- Knutar Einars äng
- Koppången
- Korpimäki
- Lindängets naturreservat
- Långtjärn (naturreservat)
- Norra Gällsjön (naturreservat)
- Rovenlamms naturreservat
- Skinnaränget
- Stopån (naturreservat)
- Tenningbrändan
- Tjåberget
- Värmderåsens naturreservat
- Österåberget

## Rättviks kommun
- Amtjärnsbrottet
- Blåbergsåsflytens naturreservat
- Dalen-Hökolsberget
- Djursjöberget
- Enån (naturreservat)
- Fräkentjärnarna (naturreservat, Rättviks kommun)
- Gräsbergsklövet
- Gåsberget (naturreservat)
- Gärdsgruvan
- Hattjärn (naturreservat)
- Huvudklitten
- Hålåheden
- Jutjärn (naturreservat)
- Kyrkberget (naturreservat, Rättviks kommun)
- Lönnmarken
- Moränget
- Nifelhems naturreservat
- Risröd
- Skärberget
- Storsveden (naturreservat)
- Styggforsen
- Stängslet
- Tarveroxberget
- Tranumyrens naturreservat
- Trollmosseskogen
- Vindförbergs udde
- Östbjörka (naturreservat)
- Östra Gisslarbodlötens naturreservat

## Smedjebackens kommun
- Bromsberget
- Gravbergsdalen
- Hemshyttan
- Jätturn (naturreservat)
- Limnäsuddens naturreservat
- Lustigkulle-Rågåstjärn
- Malingsbo-Kloten
- Nedra Oppsveten
- Slogfallet
- Söppenmyren

## Säters kommun
- Bispbergs klack
- Flygsandfältet vid Dammsjön
- Nerigården
- Holmsjöarna (naturreservat)
- Risshytte hage
- Säterdalen

## Vansbro kommun
- Ametistsjön Ärten (naturreservat)
- Birtjärnsberget
- Bosarflöttens naturreservat
- Gransjöberget, Vansbro kommun
- Gönan
- Holkbergets naturreservat
- Hästingsflotten
- Kusmyran
- Lakoberget
- Lilla Gnupens naturreservat
- Lållansberg
- Lämåsen
- Lödersjön (naturreservat)
- Marsjöberget
- Norr Skålö naturreservat
- Nåskilen
- Rostberget
- Snöttuberget
- Sälsflotten
- Sälsklinten
- Tjärnberget (naturreservat, Vansbro kommun)
- Tönderbergets naturreservat
- Vargåsen

## Älvdalens kommun
- Björnån (naturreservat)
- Björnåsen
- Blocktjärnåsen
- Blyberget
- Bredåsen
- Buruåsen
- Byggningaån (naturreservat)
- Båtarna (naturreservat)
- Draggaberget
- Drevdagens naturreservat
- Drevfjällen
- Dråjbäck
- Eksjöberget
- Eländesgraven
- Finnholsberget
- Fjätfallen-Kryptjärn
- Floj
- Floåsen (naturreservat)
- Gammelsätern
- Gryvelån (naturreservat)
- Gränjåsen
- Grönsåsen (naturreservat)
- Gummas
- Gösjöåsen
- Hornan
- Hykjeberget
- Höstets naturreservat
- Karmoråsen
- Kimbäcken (naturreservat)
- Kimbäckslåtten
- Knittarna
- Knösarna naturreservat
- Korvhäden
- Krakelandet
- Kringelfljot
- Krokfljot
- Kullbodåsen
- Lillfjätans naturreservat
- Lillådalen
- Långfjället
- Långnäsudden (naturreservat, Älvdalens kommun)
- Långsjöblik
- Lövåssäterns naturreservat
- Mångsbodarnas naturreservat
- Norra Trollegrav
- Nysätern (naturreservat, Älvdalens kommun)
- Nyängena
- Piltlokarna
- Prästskogsstugan
- Rensjön (naturreservat)
- Rotensugnet
- Räbrunnsåsen
- Rödberget
- Rödhällhäden
- Rörtjärnskölen
- Sillerkölen
- Skarsåsfjällen
- Skärbäcken
- Skärmyrloks naturreservat
- Smolbäcken (naturreservat)
- Stenskrullen
- Stora Skärberget
- Stormorvallens naturreservat
- Städjan-Nipfjället
- Slötjärnsbustans naturreservat
- Sundbäcken (naturreservat)
- Svartgessi (naturreservat)
- Sågbäcken (naturreservat)
- Södra Trollegrav
- Tangeråsen
- Tennsjöns naturreservat
- Trollvasslan
- Trygåskölens naturreservat
- Tvärhugget
- Vasaloppsspåret (naturreservat, Älvdalens kommun)
- Vedungsfjällen
- Veksjömyr
- Vålåberget
- Ögan
- Österdalälvens naturvårdsområde
- Översjöåsens naturreservat